# 528 (szám)
Az 528 (római számmal: DXXVIII) egy természetes szám, háromszögszám, az első 32 pozitív egész szám összege.

## A szám a matematikában
A tízes számrendszerbeli 528-as a kettes számrendszerben 1000010000, a nyolcas számrendszerben 1020, a tizenhatos számrendszerben 210 alakban írható fel.
Az 528 páros szám, összetett szám, kanonikus alakban a 24 · 31 · 111 szorzattal, normálalakban az 5,28 · 102 szorzattal írható fel. Húsz osztója van a természetes számok halmazán, ezek növekvő sorrendben: 1, 2, 3, 4, 6, 8, 11, 12, 16, 22, 24, 33, 44, 48, 66, 88, 132, 176, 264 és 528.
Az 528 a címkézetlen, 13 csúcsú hernyógráfok száma.
Az 528 négyzete 278 784, köbe 147 197 952, négyzetgyöke 22,97825, köbgyöke 8,08248, reciproka 0,0018939. Az 528 egység sugarú kör kerülete 3317,52184 egység, területe 875 825,76634 területegység; az 528 egység sugarú gömb térfogata 616 581 339,5 térfogategység.